# Ingrid Christensen (Forschungsreisende)
Ingrid Christensen (* 10. Oktober 1891 in Sandefjord, Norwegen; † 18. Juni 1976) war eine norwegische Entdeckerin. Sie ist die erste Frau, die die Antarktis von einem Schiff aus sah, und die erste, die darüber flog und auf dem antarktischen Festland landete.

## Leben und Werk
Christensen war eines der vier Kinder von Alfhild Freng Dahl und dem Großhändler und Schiffseigner Thor Dahl, der zu dieser Zeit einer der größten Kaufleute in Sandefjord war. 1910 heiratete sie den norwegischen Reeder und Antarktisforscher Lars Christensen, mit dem sie sechs Kinder bekam.

## Antarktiserkundung
Sie unternahm in den 1930er Jahren mit ihrem Mann auf dem Schiff Thorshavn vier Reisen in die Antarktis. 1931 segelte sie mit Mathilde Wegger und die Expedition sichtete und benannte am 5. Februar 1931 Bjerkö Head. Somit waren Christensen und Wegger die ersten Frauen, die die Antarktis sahen. Der Polarforscher Douglas Mawson berichtete, während seiner BANZARE-Expedition zwei Frauen an Bord eines norwegischen Schiffes gesehen zu haben, bei denen es sich wahrscheinlich um Christensen und Wegger handelte.
1933 segelte Christensen mit Lillemor Rachlew, die ein Tagebuch führte und Fotos machte, die in Lars Christensens Buch erschienen. 1933/34 segelte sie zum dritten Mal mit Ingebjørg Dedichen und der Expedition gelang erneut keine Landung, obwohl sie fast den gesamten Kontinent umrundeten.
Von 1936 bis 1937 unternahm Christensen ihre vierte und letzte Reise mit ihrer Tochter Augusta Sofie Christensen, Lillemor Rachlew und Solveig Widerøe. Nach diesen vier Frauen wurde die Four Ladies Bank während der Reise benannt und der Name wurde 1964 durch das US-amerikanische Advisory Committee for Undersea Features (ACUF) bestätigt. Christensen flog mit einem Wasserflugzeug über das Festland und warf daraus die norwegische Flagge ab. Am 30. Januar 1937 verzeichnete Lars Christensens Tagebuch, dass Ingrid Christensen bei der Felsformation Scullin-Monolith mit einem Boot gelandet war und als erste Frau das antarktische Festland betrat, gefolgt von den anderen drei Frauen.
Caroline Mikkelsen war die erste Frau, die 1935 eine antarktische Insel betrat, und Ingrid Christensen die erste Frau, die 1937 auf dem antarktischen Festland stand.

## Ehrungen
1946 wurde ihr für ihre öffentlichen Bemühungen der norwegische Sankt-Olav-Orden in der Klasse Ritter 1. Klasse verliehen.
Die Ingrid-Christensen-Küste in der Ostantarktis wurde 1935 von Klarius Mikkelsen (1887–1941) entdeckt und nach ihr benannt. Christensens vier Reisen in die Antarktis wurden 2013 in dem Roman  Chasing the Light von der australischen Schriftstellerin Jesse Blackadder fiktionalisiert.